# Championnat de Formule 3 FIA
Le championnat de Formule 3 de la FIA est un championnat de course automobile utilisant des monoplaces de Formule 3, organisé par la FIA.
Faisant suite à la réforme de la catégorie supérieure en 2017 (recréation du championnat de Formule 2), le championnat de Formule 3 est issu de la fusion du GP3 Series et du championnat d'Europe de Formule 3.

## Règlementation technique

### Châssis
De 2019 à 2024, le championnat de Formule 3 utilise des châssis Dallara F3 2019 qui ont été conçus par Dallara Automobili. Le nouveau matériau du châssis est une structure en nid d'abeilles en carbone/aluminium et une structure de carrosserie en nid d'abeilles en carbone-aramide. Les ailerons avant et arrière de la nouvelle voiture sont légèrement plus larges.
À partir de 2025, le châssis sera remplacé par le modèle Dallara F3 2025.

## Organisation des courses

### Attribution des points
Système de points
En 2019, les points de la course principale sont attribués aux dix premiers pilotes classés, tandis que les points de la course sprint sont attribués aux huit premiers pilotes classés. La pole position de la course principale rapporte quatre points, et dans chaque course, deux points sont attribués pour le meilleur tour en course réalisé par un pilote finissant dans le top 10. Ce système d'attribution des points est utilisé pour chaque manche du championnat.
À partir de 2020, ce n'est plus le top 8, mais le top 10 qui inscrit également des points lors de la course sprint.
À partir de la saison 2021, les meetings sont composés de 3 courses (deux sprints et une principale).
Course principale :
| Position | 1er | 2e | 3e | 4e | 5e | 6e | 7e | 8e | 9e | 10e | Pole | MT |
| Points   | 25  | 18 | 15 | 12 | 10 | 8  | 6  | 4  | 2  | 1   | 4    | 2  |

Course sprint :
| Position | 1er | 2e | 3e | 4e | 5e | 6e | 7e | 8e | 9e | 10e | MT |
| Points   | 15  | 12 | 10 | 8  | 6  | 5  | 4  | 3  | 2  | 1   | 2  |

## Palmarès
| Saison | Championnat des pilotes | Championnat des pilotes | Championnat des pilotes | Championnat par équipe |
| Saison | Pilote                  | Voiture                 | Écurie                  | Championnat par équipe |
| ------ | ----------------------- | ----------------------- | ----------------------- | ---------------------- |
| 2019   | Robert Shwartzman       | Dallara-Mecachrome      | Prema Racing            | Prema Racing           |
| 2020   | Oscar Piastri           | Dallara-Mecachrome      | Prema Racing            | Prema Racing           |
| 2021   | Dennis Hauger           | Dallara-Mecachrome      | Prema Racing            | Trident                |
| 2022   | Victor Martins          | Dallara-Mecachrome      | ART Grand Prix          | Prema Racing           |
| 2023   | Gabriel Bortoleto       | Dallara-Mecachrome      | Trident                 | Prema Racing           |
| 2024   | Leonardo Fornaroli      | Dallara-Mecachrome      | Trident                 | Prema Racing           |
| 2025   | Rafael Câmara           | Dallara-Mecachrome      | Trident                 |                        |